# Bracon consonus
Bracon consonus är en stekelart som beskrevs av Cameron 1911. Bracon consonus ingår i släktet Bracon och familjen bracksteklar. Inga underarter finns listade.